# Осада Нарбона (752—759)
Осада Нарбона (фр. Siège de Narbonne) — продолжавшаяся с 752 по 759 годы осада войском франков во главе с королём Пипином Коротким ранее принадлежавшего Омейядскому халифату города Нарбон.
Боевые действия вокруг Нарбона стали началом последующей франкской экспансии в Прованс и Септиманию.

## Предыстория
После получения в 751 году разрешения от папы римского Захарии на принятие королевского титула правитель Франкского государства Пипин Короткий начал подготовку к войне с маврами. Военные действия с целью отвоевания у арабов Прованса и Септимании начались уже в 752 году. Воспользовавшись кризисом, возникшим в Аль-Андалусе после перехода власти в Арабском халифате от Омейядов к Аббасидам, Пипин Короткий намеревался осуществить завоевание, которое в 730-х годах не смог завершить его отец Карл Мартелл.
В то время как ранее вестготская знать не поддерживала притязания франков на их земли, в этот раз города Ним, Мельгёй, Агд и Безье без сопротивления были переданы Пипину Короткому вестготским графом Ансемундом. Однако управлявший Нарбоном как вассал Омейядского халифата граф Милон после измены Ансемунда не присоединился к франкам, вероятно, задержанный воинами гарнизона.

## Ход осады
В 752 году войско во главе с Пипином Коротким подступило к Нарбону. Франки попытались с ходу захватить город, но не смогли это сделать и начали осаду. Осада Нарбона проходила почти непрерывно в течение семи лет. Город защищал арабский гарнизон во главе с поставленными ещё Омейядами вали Аль-Андалуса Юсуфом ибн ар-Рахманом аль-Фихри и правителем города Абд ар-Рахманом ибн Укбой, в который входили также вестготы из местных жителей.
Благодаря помощи, оказывавшейся Ниму вали Аль-Андалуса, направлявшему в город припасы по морю, гарнизон и жители города длительное время противостояли франкской осаде. В 754 году Пипин Короткий даже должен был отложить военные действия против Нарбона, после того как Ансемунд был убит своими врагами из числа вестготов. Смерть графа сопровождалась восстанием в Ниме. Оставив под стенами Нарбона немногочисленное войско для затруднения связи города с другими областями Аль-Андалуса, Пипин Короткий выступил против Нима и здесь с помощью местного франкского губернатора подавил мятеж. Одновременно помощь осаждённому Нарбону оказал герцог Аквитаний Вайфар, во главе войска басков совершивший в окрестностях города нападение на арьергард войска франков.
Однако в 759 году гарнизон Нарбона не получил как обычно подкрепления из Аль-Андалуса, так как там началась междоусобная война. Ещё в 756 году вали Аль-Андалуса Юсуф ибн Абд-ар-Рахман аль-Фихри должен был подавлять восстание в Сарагосе, а затем немедленно отправиться на юг Пиренейского полуострова воевать против Абд-ар-Рахмана I, где потерпел поражение. Это оставило северо-восточную часть Аль-Андалуса и Септиманию без какого-либо влиятельного военного командования, если не считать назначенного новым вали Нарбона и Барселоны Абд ар-Рахмана ибн Укбы.
Ещё ранее Пипин Короткий во время тайных переговоров с лидерами вестготской общины Нарбона обещал осаждённым соблюдать их обычаи и законы. Пытаясь добиться преданности вестготской знати Септимании, король франков также обещал назначить в Нарбон правителя из их числа. Так как Абд ар-Рахмана ибн Укба только формально управлял землями в Септимании, в 759 году уставшие от тягостей осады вестготские воины нарбонского гарнизона перебили бо́льшую часть находившихся в Нарбоне мусульман и открыли городские ворота франкам.

## Результаты
После перехода Нарбона под власть франков мавры должны были отступить за Пиренеи. Таким образом завершилось 40-летнее арабское владычество над Септиманией. Пипин Короткий не перенёс завоевания в земли, находившиеся под контролем мавров, а начал укреплять свою власть над уже присоединёнными к Франкскому государству территориями. Новым правителем города был назначен граф Мило, который ещё до начала осады сбежал из города и всё это время находился в Тросе. Установление власти над Септиманией позволило франкскому королю начать наступление на своего последнего соперника в борьбе за юг бывшей Римской Галлии, герцога Аквитании Вайфара. После сдачи Нарбона франкское войско установило контроль над Руссильоном, а затем начало военные действия против Тулузы, Руэрга и Альбижуа.